# Битка код Хоенфридберга
Битка код Хоенфридберга вођена је 4. јуна 1745. године између пруске и аустријске војске. Део је Рата за аустријско наслеђе, а завршена је пруском победом.

## Битка
После брзе концентрације снага код Штригаудске речице, Фридрих је у зору 4. јуна неочекивано напао неспремне савезнике који су продрли у Шлезију. Битку је започела пруска претходница у садејству са коњицом. Одбацили су саксонску коњицу преко Пилграмсхајна након чега су присилили саксонски корпус да одступи на висове јужно од Хелслихта. Аустријска војска није успела зауставити обухватни продор пруске пешадије на лево крило Аустријанаца код Гинтерсдорфа. На десном крилу се развила огорчена борба коњице наизменичних успеха. Око 8 часова, аустријска коњица се повлачи према Хаусдорфу. Најзад је поколебан и аустријски центар. Битка је завршена око 9 часова општим одступањем аустријске војске преко Рајхенауа у Чешку. Губици: савезници 13.000 (од којих је половина заробљеника) и 50 топова, а пруски 480 људи.